# 米蕾耶·瑪蒂厄
米蕾耶·瑪蒂厄（Mireille Mathieu，法語：[miˈʁɛj maˈtjø] ，1946年7月22日—）是一名法國女歌手，以香頌聞名。瑪蒂厄1946年7月22日生於法國亞維儂，是一個十四個孩子貧困家庭的長女，她從小就喜歡歌唱，因失讀症而課業表現不佳，後在父親的鼓勵下在教堂學習聲樂。
1965年在巴黎参加『星期日电视歌星选拔赛』，一举成功，並逐漸在法國本土及歐陸各國走紅，而後聲名遠播至美洲、亞洲等遠東地區。嘹亮且穿透力十足的嗓音，讓她獲得了『亞維儂雲雀』、『法國香頌國民天后』等美譽，並被視為是愛迪·琵雅芙的接班人。
除法語外，尚可以用英、德、西、意、中、日等外语演唱；她曾用11種語言錄製了超過1200首歌曲，全球銷售量已超過1.5億張。

## 個人生活
瑪蒂厄從未結過婚，也沒有孩子；與大部分名人不同的是，她並沒有公關人員，且不喜歡張揚自己的私人生活，此外，她是一位虔誠的天主教徒，至今仍然與家人一起參加天主教彌撒。

## 專輯列表
- 參見米蕾耶·瑪蒂厄專輯列表（英语：Mireille Mathieu discography）

## 外部連結
- 维基共享资源上的相關多媒體資源：米蕾耶·瑪蒂厄
- 官方网站 （法文）